# Обсада на Карс (1828)
Вижте пояснителната страница за други значения на обсада на Карс.
Обсадата на Карс през 1828 г. е настъпателна операция на руската армия по време на Руско-турската война, избухнала през същата година.

## Ход на военните действия
Важен опорен пункт между Анадола и Южен Кавказ, щурмуван безуспешно от руснаците още през 1807 година, Карс е първата цел в настъпателните планове на командващия руските войски в Кавказкия оперативен театър генерал Иван Паскевич. На 19 юни 1828 – пет дни след като прекосява границата – той достига подстъпите на силно укрепения град с армия, наброяваща, по различни източници, между 5 000 и 8 000 бойци. Османските сили зад укрепленията наброяват, по руски донесения, между 8 000 и 11 000 души (предимно опълчение) със 150 оръдия, начело с Емин паша. Други до 30 000 души начело със сераскера Кьосе Мехмед паша напредват в помощ на крепостта през планините от Ерзурум.
При появата си пред Карс руските войски са посрещнати от многобройна турска конница. Кавалерийското сражение на 19 юни завършва с оттеглянето на турците в града. Знаейки за приближаването на голяма деблокираща армия, Паскевич повежда войските си на щурм още на 23 юни. Основният удар е нанесен от югозапад, където релефът осигурява добро прикритие и ефективност на руската артилерия. Щурмът започва със силен артилерийски обстрел, който предизвиква части от гарнизона да атакуват руските позиции. Схватката завършва с разгром на турците. Руските войски се впускат в преследване и завладяват арменското предградие на левия бряг на река Карс-чай. Завладени са и мостовете през реката. Успешно действат и руските отряди, отделени за демонстративни действия срещу други участъци на крепостта. В улични боеве руските войски превземат една след друга и останалите части на града – Орта капъ, Байрам паша и Карадаг. Останките от турските войски се оттеглят в цитаделата, където слагат оръжие.

## Резултати
В сражението турците губят до 3 000 души (включително пленниците), руснаците – 400 убити и ранени. При вестта за поражението Кьосе Мехмед паша се отказва от похода си към Карс и се оттегля. Това позволява на Паскевич да завземе Ахалцих и ред други погранични области до края на лятото на 1828 година.